# بطل من زماننا
بطل من زماننا (بالروسية: Герой нашего времени) هي رواية بقلم ميخائيل ليرمنتوف، وكتبها في عام 1839 وعدلها في عام 1841. ويترجم أحيانا باسم بطل من هذا الزمان.
وهي مثال على شخصية الرجل الزائد والتي شاعت في الأدب الروسي في أربعينات وخمسينات القرن التاسع عشر، وتحكي شخصية البطل (البايروني) بيتشورين والأوصاف الجميلة لجبال القوقاز. هناك العديد من الترجمات الإنجليزية، بما في ذلك واحدة من إعداد فلاديمير نابوكوف وديمتري نابوكوف في عام 1958.

## روابط خارجية
- بطل من زماننا على موقع الموسوعة البريطانية (الإنجليزية)